# Julia Goehrmann
Julia Goehrmann (* 1969 in Hamburg) ist eine deutsche Schauspielerin.

## Leben
Julia Goehrmann ist die Tochter von Klaus Goehrmann. Sie studierte in Hamburg und erhielt 1994 ihre Staatliche Bühnenreife. Anschließend besuchte sie die Stage School of Music, Dance and Drama in Hamburg und nahm 1998 und 1999 an Hollywood Acting Workshops in Los Angeles und Köln teil.
Theaterrollen spielte sie an der Landesbühne Hannover, der Badischen Landesbühne in Bruchsal, dem Deutschen Theater Göttingen und dem Städtebundtheater Hof. Seit Mitte der 1990er Jahre spielt sie vorwiegend Rollen in Musicals und in Fernsehserien.
Julia Goehrmann lebt in Hannover und ist an der dortigen Stagecoach (Schule für darstellende Künste) als Dozentin für Gesang tätig.
Gemeinsam mit dem ehemaligen Schauspielintendanten Gerhard Weber gründete sie die Musical-Factory, die bisher zwei Musicals im Sofa Loft in der Jordanstraße 26 zur Aufführung brachte; nach Non(n)sense zuletzt das nach dem Film Blues Brothers umgesetzte Musical The Blues Brothers.

## Rollen in Musicals
- 1995: A Chorus Line
- 1996: Die Schöne und das Biest (Deutschland-Tournee)
- 1997: Hello, Dolly!
- 1999: No Sex
- 2000: Anything Goes
- 2001: Victor/Victoria
- 2003: Cabaret

## Rollen in Fernsehserien
- 1995–1996: Doppelter Einsatz (RTL)
- 1996: Die Gang (ARD)
- 2000: Urlaub vom Bauernhof (NDR)
- 2001: Absolut das Leben (ARD)
- 2001–2005: St. Angela (ARD)
- 2003: SOKO Wismar (ZDF)